# کاخ فستتیچ

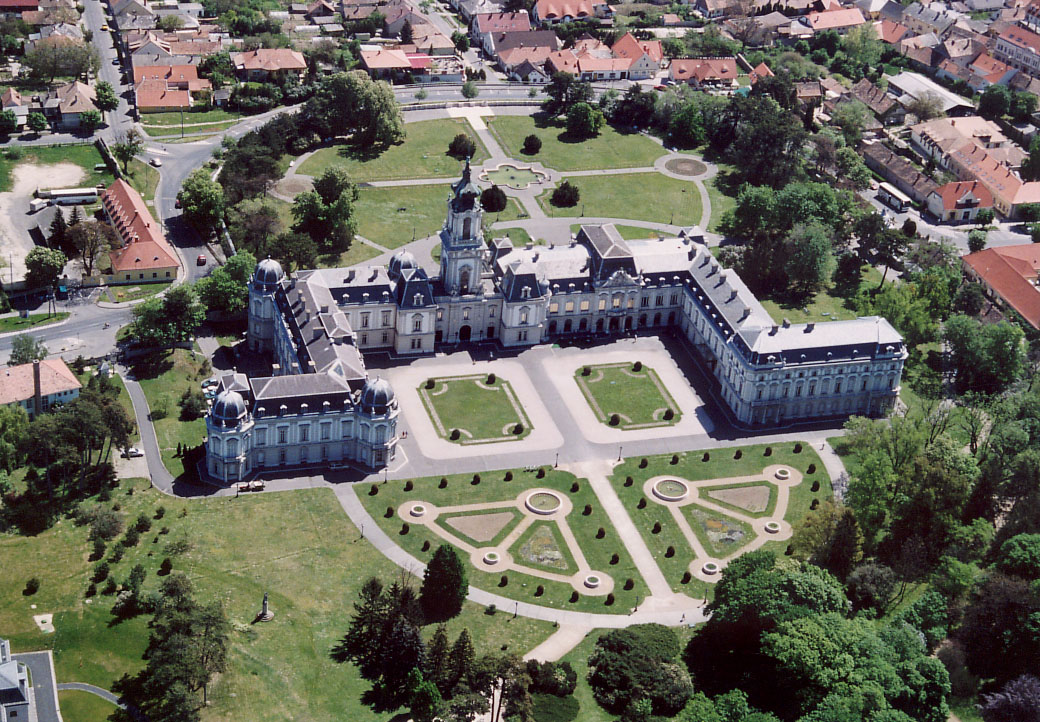
نمای هوایی از کاخ فستتیچ

کاخ فِستِتیچ یک کاخ باروک در شهر کست‌هی، زالا در مجارستان است. ساختمان آن، مکان کاخ‌موزه هلیکون است.
ساخت‌وساز کاخ، توسط کریشتوف فستتیچ در سال ۱۷۴۵ آغاز شد و بیش از یک سده طول کشید. در این زمان، کاخ که ابتدا به جای ویرانه‌های یک قلعه ساخته شده بود، در دو روند ساخت‌وساز بعدی، اندازه‌اش سه برابر شد. آخرین این بزرگ‌سازی، در دههٔ ۱۸۸۰ توسط ویکتور رومپلمایر، ساکن وین انجام شد.
هنگامی که رومپلمایر در سال ۱۸۸۵ درگذشت، ادامهٔ کار تا پایان به دست معماران گوستاو هاس و میکسا پاشکیش سپرده شد. نتیجهٔ آن یکی از بزرگ‌ترین خانه‌های روستایی در مجارستان شد.